# Статут Бенедикта

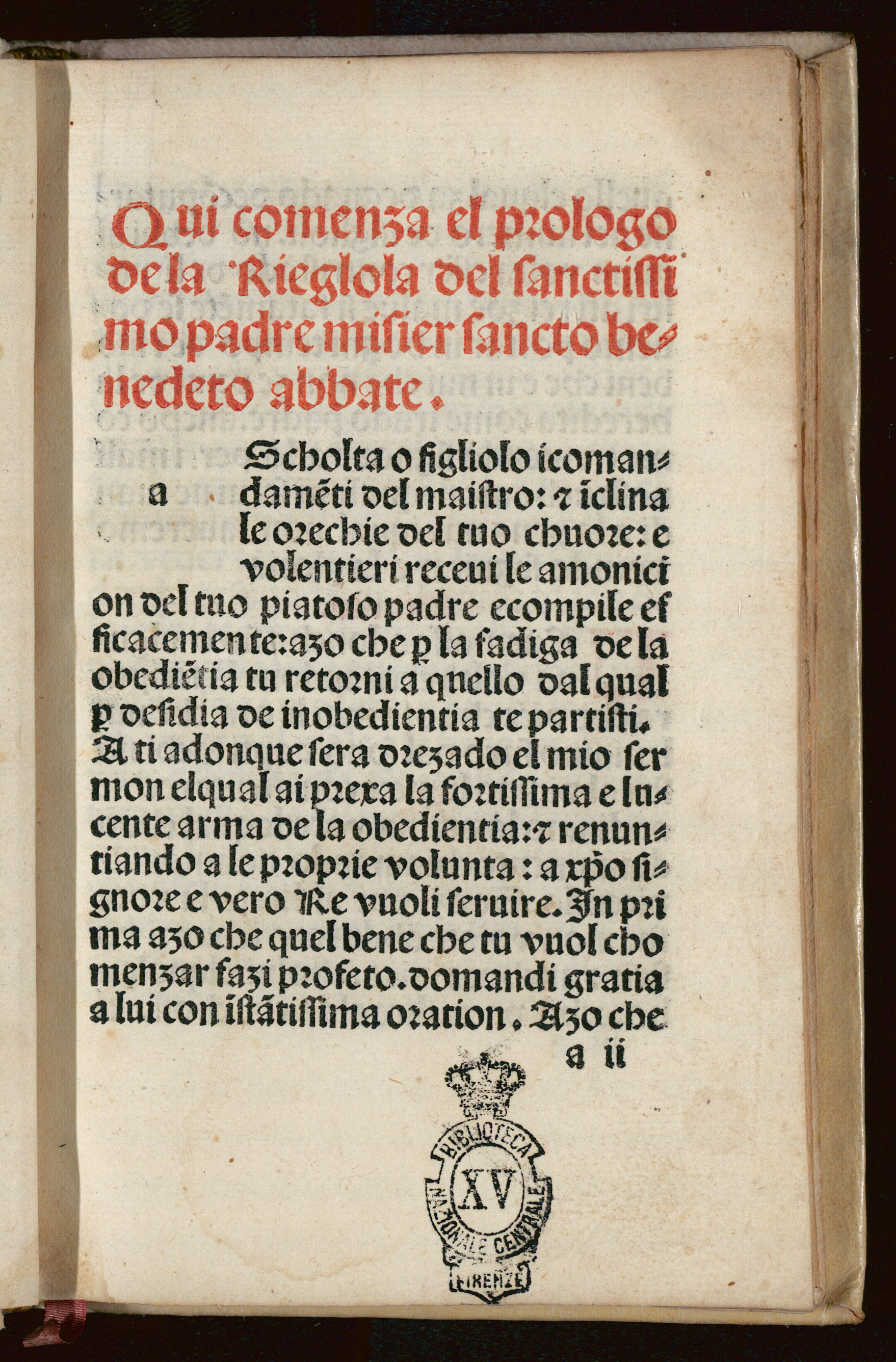
Regula, 1495

Статут Бенедикта (лат. Regula Benedicti) — книга заповідей написаних Бенедиктом Нурсійським (480—547) для ченців, що живуть общиною під керівництвом абата. Починаючи приблизно з VII століття вони (правила) були також прийняті жіночими спільнотами. 
Протягом 1500 років свого існування, книга заповідей стала значним провідником для західного християнства, що жило в чернечій громаді. Суть Статуту підсумовується в девізі Бенедиктинської Конфедерації: pax («мир») і традиційне ora et labora («молись і працюй»).
У порівнянні з іншими заповідями, самоврядування передбачає помірний шлях між індивідуальним завзяттям і шаблонним інституціоналізм; через цю золоту середину воно було широко популярним. Бенедикт був занепокоєний потребами ченців у монастирському середовищі, а саме питаннями: встановлення належного порядку, для формування розуміння родинної природи людини, а також забезпечення духовним батьком для підтримки й зміцнення аскетичних зусиль людини та її духовного зростання, що потрібно для виконання людського покликання, обоження.
Бенедиктинці дотримувались Статуту святого Бенедикта протягом п'ятнадцяти століть, таким чином Святий Бенедикт іноді вважається засновником Західного чернецтва. Однак, немає жодних підтверджень того, що Бенедикт мав намір засновувати релігійний орден в сучасному сенсі, і до Пізнього середньовіччя, він не згадувався як засновник Ордену святого Бенедикта. Його Статут написаний як керівництво для індивідуальних, автономних громад, і донині всі Бенедиктинські будинки (і громади) залишаються самоврядуваннями. Перевагами виступають — наголос на автономії, а також тісний зв'язок між громадами й споглядальний спосіб життя. Сприймається як недоліки: географічна ізоляція від важливих заходів у сусідніх громадах.

## Історія
Статут святого Бенедикта творчо вбирає традицію давньогалльського чернецтва, чернецтва святого Августина і східного чернецтва, з яким святий Бенедикт познайомився через твори святого Василя Великого (330-379) і святого Іоанна Кассіана (360-435). Одним із джерел для Статуту святого Бенедикта служив також анонімний чернечий статут «Правила Вчителя» (лат. Regula magistri).
Загалом, Статут святого Бенедикта — дуже практичний, у ньому наголошується на повсякденні потреби та обов'язки чернечої громади, як у богослужіннях, так і в господарській діяльності.
«Маємо заснувати загін Божественної служби» (лат.: Constituenda est ergo a nobis dominici schola servitii). Тому діяльність ченця виражається словом "militare" («служити»); і Статут — нічим іншим, як lex, sub qua militare vis — закон, непорушний і незаперечний, як незаперечний закон військової дисципліни. «Святий устав» містить усе необхідне для воїна Господнього; це «статут-наставник». Статут Бенедикта призначається більшість, середніх людей, ставлячи собі за мету виховання в дусі чернечого ідеалу.
Дуже сильно підкреслять у Статуті принцип кіновії (товариства) і принцип монастирської автономії. Сильно підкреслюється у статуті необхідність виховання смирення, яке, за Бенедиктом, важливіше за сувору аскезу. Відхід від світу, розуміється, зокрема, як матеріальна незалежність монастиря від зовнішнього світу, в такий спосіб, особиста бідність ченців має означати бідності монастиря. Життя ченців визначають богослужіння, фізичну працю, читання Святого Письма і творінь Отців Церкви, але головна частина молитов до дрібниць визначена Статутом, а індивідуальна робота обмежена до крайніх меж, покладатися на свої сили може лише випробуваний анахорет.
Порівняно з іншими заповідями, самоврядування передбачає помірний шлях між індивідуальною запопадливістю та шаблонним інституціоналізмом; через цю золоту середину вона була широко популярною. Бенедикт був стурбований потребами ченців у монастирському середовищі, а саме питаннями встановлення належного порядку для формування розуміння сімейної природи людини, а також забезпечення духовним батьком для підтримки та зміцнення аскетичних зусиль людини та її духовного зростання, що потрібне для виконання покликання, обожнення.
Бенедиктинці дотримувалися Статуту святого Бенедикта протягом п'ятнадцяти століть, таким чином святий Бенедикт іноді вважається засновником західного чернецтва. Однак, немає жодних підтверджень того, що Бенедикт мав намір засновувати релігійний орден у сучасному сенсі, і до Пізнього Середньовіччя він не згадувався як засновник «Ордена Святого Бенедикта». Його Статут написаний як керівництво для індивідуальних, автономних громад, і досі всі бенедиктинські Будинки (та спільноти) залишаються самоврядними. Перевагами виступають наголос на автономії, а також тісний зв'язок між громадами, і споглядальний спосіб життя. Як недолік сприймається ізоляція від важливих заходів у сусідніх громадах.
Статут святого Бенедикта до сьогодні дотримуються бенедиктинці, цистерціанці, траппісти й (в основних рисах і дусі) також картезіанці, які мають при цьому свої особливі правила.

## 72 правила Статуту
1. Любити Господа Бога всім серцем, усією душею, всією силою.
2. Любити ближнього як самого себе.
3. Не вбивати.
4. Не вдаватися до розпусти.
5. Не красти.
6. Не заздрити.
7. Не свідчити неправдиво.
8. Поважати всіх людей.
9. Не робити іншим того, чого б ми не бажали собі. (Дідахе, Золоте правило моралі)
10. Відкидатися себе.
11. Умертвляти своє тіло.
12. Не прив'язуватися до того, що приємне почуттям.
13. Любити піст.
14. Полегшувати долю бідних.
15. Одягати голих.
16. Відвідувати хворих.
17. Ховати мертвих.
18. Підтримувати тих, хто перебуває у випробуванні.
19. Втішати сумних.
20. Відчужувати мирських звичаїв.
21. Не віддавати перевагу нічого Христової любові.
22. Не вдаватися до гніву.
23. Не думати про помсту.
24. Не тримати в серці лукавства.
25. Не давати неправдивого світу.
26. Не залишати милосердя.
27. Не присягатися, щоб не виявитися клятвопорушником.
28. Бути правдивим серцем, так само як і вустами.
29. Не відплачувати злом за зло.
30. Не терпіти неправди, але з терпінням переносити ту, що буде зроблено нам.
31. Любити своїх ворогів.
32. Відповідати на прокляття не прокльоном, а благословенням.
33. Терпіти гоніння за правду.
34. Не бути гордовитим.
35. Не бути пристрасним до вина.
36. Не бути жадібним до їжі.
37. Не бути шанувальником поспати.
38. Не бути лінивим.
39. Не нарікати.
40. Не зводити наклеп.
41. Сподіватися на Бога.
42. Приписувати Богу те добро, що знайдеш у собі.
43. У лихому завжди звинувачувати самого себе.
44. Пам'ятайте судний день.
45. Страшитися пекла.
46. Усіми силами душі прагнути життя вічного.
47. Завжди пам'ятати про смерть.
48. Завжди слідкувати за своїми вчинками.
49. Бути впевненим, що Бог бачить нас усюди.
50. Розбивати про Христа всі недобрі думки, як тільки вони з'являються в серці.
51. І відкривати їх старцю, досвідченому у духовних справах.
52. Зберігати уста від будь-якого лихого слова.
53. Не любити багатослів'я.
54. Не говорити пустопорожніх слів.
55. Не любити занадто часто і голосно сміятися.
56. Охоче слухати духовне читання.
57. Часто вдаватися до молитви.
58. Щодня в молитві зі сльозами сповідувати Богові минулі гріхи і надалі від них виправлятися.
59. Не виконувати побажань плоті.
60. Ненавидіти власну волю. У всьому коритися настановам ігумена, навіть якщо, визволь Бог, він суперечить собі ділами, пам'ятаючи заповіт Господній: «Що вони говорять, то робіть, у справах же їх не чиніть» (Мт 23:3).
61. Не намагайтеся прославитись святим, перш ніж станеш ним.
62. Щодня виконувати життям Господні завіти.
63. Любити чистоту.
64. Уникати ненависті.
65. Не ревнувати та не піддаватися заздрості.
66. Не любити суперечок.
67. Уникати почестей.
68. Вшановувати старших.
69. Любити молодших.
70. Молитися за ворогів у Христовій любові.
71. До заходу сонця миритися з тими, з ким розділила нас суперечка (Мт. 5:24, Еф. 4:26).
72. Ніколи не зневірятися в милосерді Божому.